# Manuel Osborne-Paradis
Manuel Osborne-Paradis (Vancouver, 8 febbraio 1984) è un ex sciatore alpino canadese.

## Biografia

### Stagioni 2000-2006
Originario di Invermere e attivo in gare FIS dal dicembre del 1999, in Nor-Am Cup Osborne-Paradis esordì il 29 febbraio 2000 a Whistler in supergigante (43º) e colse il primo podio il 17 dicembre 2003 a Lake Louise nella medesima specialità (2º); sempre in supergigante nel 2004 vinse la medaglia d'argento ai Mondiali juniores di Maribor, il 12 febbraio, e ottenne la prima vittoria in Nor-Am Cup, il 27 febbraio a Big Mountain.
Debuttò in Coppa del Mondo l'8 gennaio 2005 a Chamonix in discesa libera (14º), ai Campionati mondiali a Bormio/Santa Caterina Valfurva 2005, dove si classificò 19º nella discesa libera e 17º nella combinata, e ai Giochi olimpici invernali a Torino 2006, dove si piazzò 13º nella discesa libera, 20º nel supergigante e non concluse la combinata.

### Stagioni 2007-2010

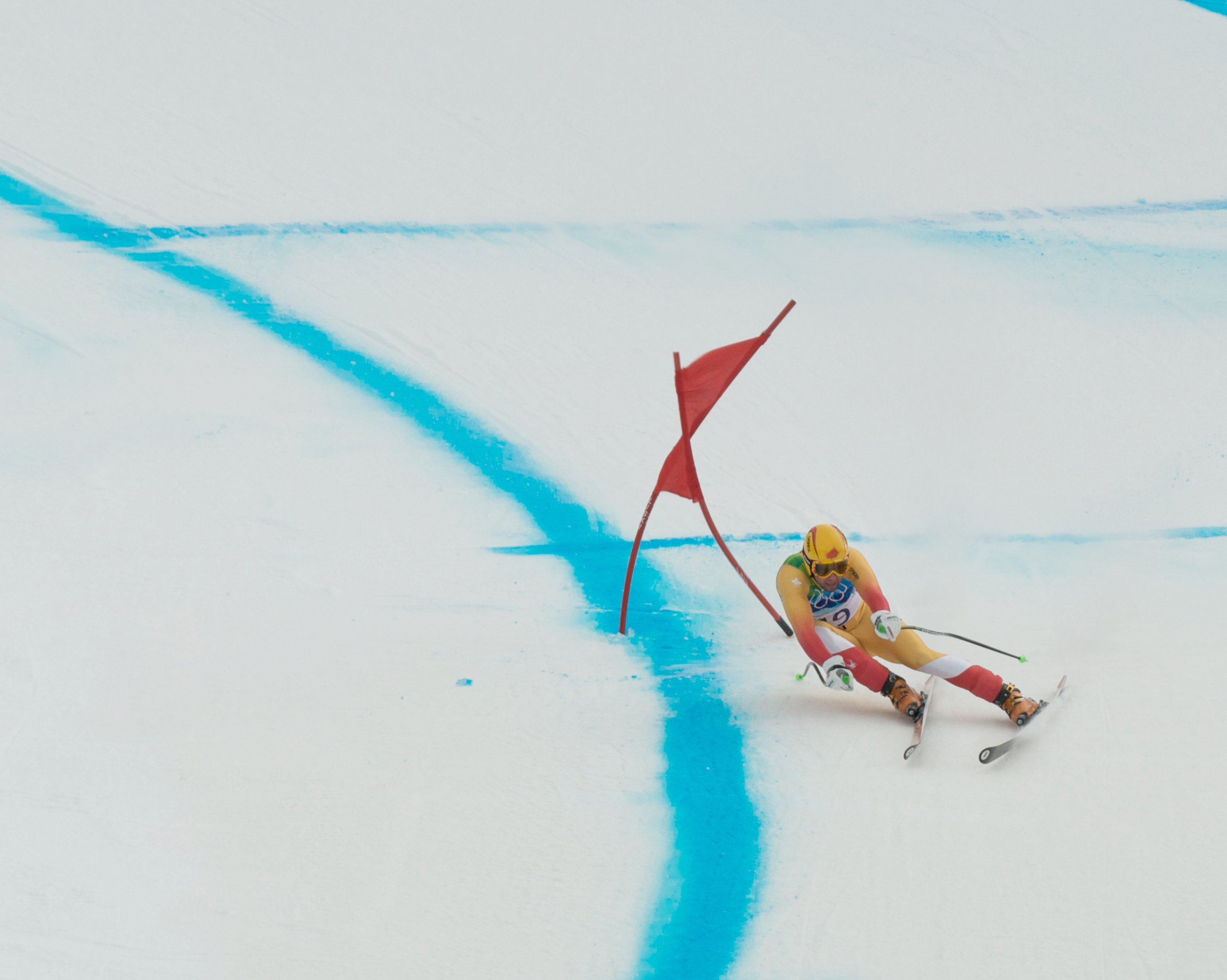
Manuel Osborne-Paradis in gara durante la discesa libera olimpica di

Conquistò il primo podio in Coppa del Mondo il 25 novembre 2006 nel supergigante di Lake Louise (2º); ai successivi Mondiali di Åre 2007 fu 9º nella discesa libera e il 6 dicembre dello stesso anno conquistò a Lake Louise l'ultima vittoria, nonché ultimo podio, in Nor-Am Cup.
Ai Mondiali di Val-d'Isère 2009 non completò né la discesa libera né il supergigante; sempre nel 2009 conquistò le sue tre vittorie in Coppa del Mondo, la prima il 6 marzo a Kvitfjell in discesa libera, l'ultima il 19 dicembre in Val Gardena nella medesima specialità; ai XXI Giochi olimpici invernali di Vancouver 2010 si piazzò 17º nella discesa libera e non concluse il supergigante.

### Stagioni 2011-2019
Ai Mondiali di Schladming 2013 fu 18º nella discesa libera e 16º nel supergigante; l'anno dopo ai XXII Giochi olimpici invernali di Soči 2014 nelle medesime specialità si classificò rispettivamente al 25º e al 24º posto, mentre ai Mondiali di Vail/Beaver Creek 2015 si piazzò 21º nella discesa libera e non terminò il supergigante. Il 7 marzo dello stesso anno salì per l'ultima volta sul podio in Coppa del Mondo, a Lake Louise in discesa libera (2º).
Ai Mondiali di Sankt Moritz 2017, sua ultima presenza iridata, vinse la medaglia di bronzo nel supergigante e fu 31º nella discesa libera; l'anno dopo ai XXIII Giochi olimpici invernali di Pyeongchang 2018, sua ultima presenza olimpica, si classificò 14º nella discesa libera, 22º nel supergigante e non completò la combinata. Prese per l'ultima volta il via in Coppa del Mondo il 15 marzo dello stesso anno a Åre in supergigante, senza completare la gara; infortunatosi il 21 novembre successivo durante le prove della discesa libera di Coppa del Mondo di Lake Louise, non riuscì a tornare alle gare e annunciò il definitivo ritiro due anni dopo.

## Palmarès

### Mondiali
- 1 medaglia:
  - 1 bronzo (supergigante a Sankt Moritz 2017)

### Mondiali juniores
- 1 medaglia:
  - 1 argento (supergigante a Maribor 2004)

### Coppa del Mondo
- Miglior piazzamento in classifica generale: 16º nel 2010
- 11 podi:
  - 3 vittorie
  - 4 secondi posti
  - 4 terzi posti

#### Coppa del Mondo - vittorie
| Data             | Località    | Paese    | Specialità |
| ---------------- | ----------- | -------- | ---------- |
| 6 marzo 2009     | Kvitfjell   | Norvegia | DH         |
| 29 novembre 2009 | Lake Louise | Canada   | SG         |
| 19 dicembre 2009 | Val Gardena | Italia   | DH         |

Legenda:

DH = discesa libera

SG = supergigante

### Nor-Am Cup
- Miglior piazzamento in classifica generale: 6º nel 2004
- 8 podi:
  - 3 vittorie
  - 3 secondi posti
  - 2 terzi posti

#### Nor-Am Cup - vittorie
| Data             | Località     | Paese       | Specialità |
| ---------------- | ------------ | ----------- | ---------- |
| 27 febbraio 2004 | Big Mountain | Stati Uniti | SG         |
| 13 dicembre 2004 | Lake Louise  | Canada      | DH         |
| 6 dicembre 2007  | Lake Louise  | Canada      | DH         |

Legenda:

DH = discesa libera

SG = supergigante

### Campionati canadesi
- 6 medaglie[2]:
  - 3 ori (discesa libera nel 2010; discesa libera nel 2013; supergigante nel 2016)
  - 3 bronzi (discesa libera nel 2008; supergigante nel 2010; supergigante nel 2013)